# Casa da Quinta de Sá
A Casa da Quinta de Sá é um Solar na freguesia de Sá, em Ponte de Lima. Foi edificado no século XVIII. Na casa viveu António de Araújo e Azevedo. Em 2015 foi classificado como Monumento de Interesse Público.